# Xiphopoeus phantasma
Xiphopoeus phantasma är en insektsart som beskrevs av Victor Antoine Signoret. Xiphopoeus phantasma ingår i släktet Xiphopoeus och familjen hornstritar. Inga underarter finns listade i Catalogue of Life.